# Salzstadel (Stadtamhof)

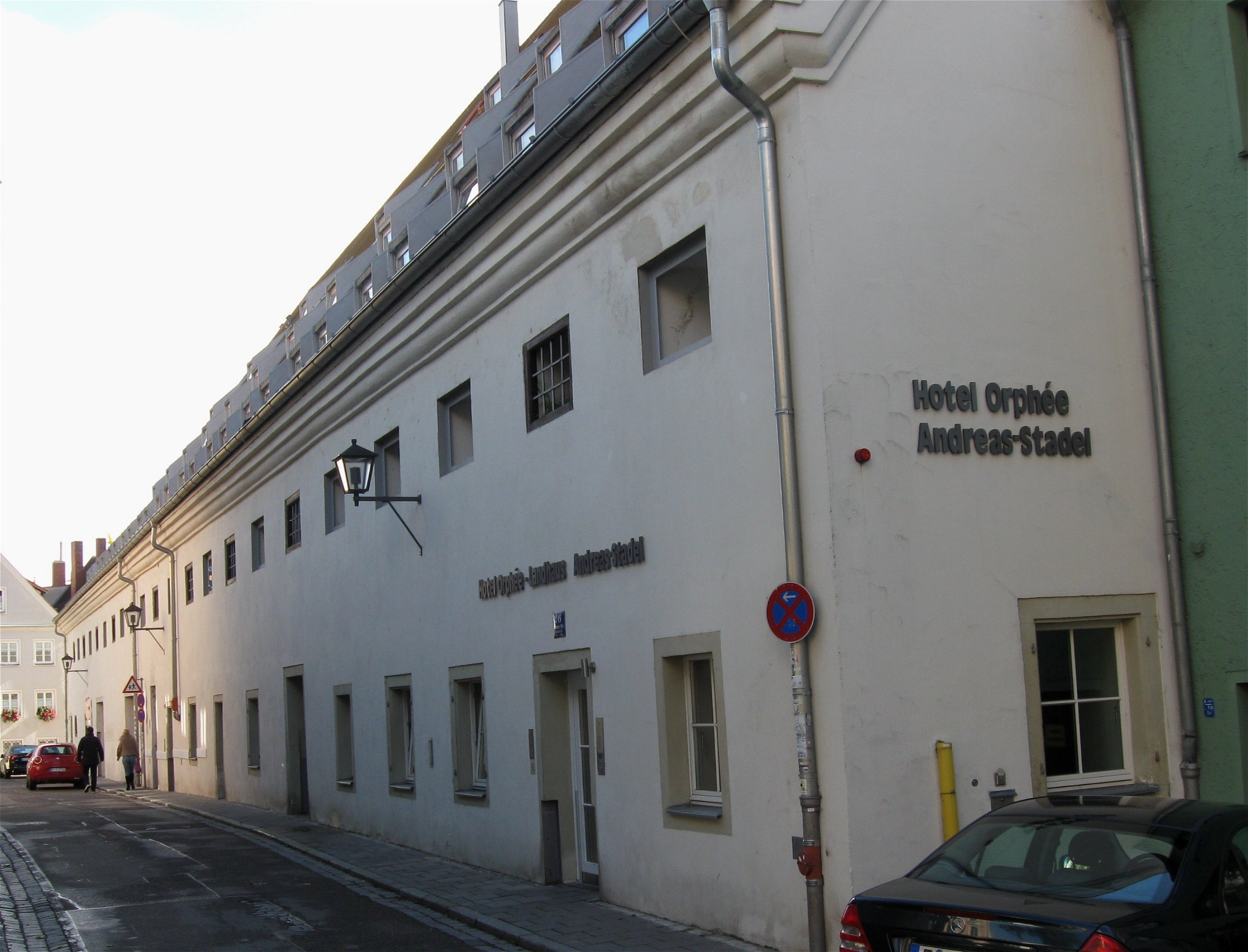
Andreasstadel
Blick von Westen auf die Nordflanke (2013)

Der ehemalige ca. 80 m lange zweigeschossige Salzstadel im heutigen Regensburger Stadtteil Stadtamhof nördlich der Donau wurde 1597 erbaut, als Stadtamhof noch eine bayerische Kleinstadt nördlich der Steinernen Brücke vor den Toren von Regensburg war. Deshalb wird der Salzstadel heute auch bayerischer oder kurbayerischer Salzstadel genannt. Nach der nördlich des Stadels verlaufenden Andreasstraße, benannt nach dem benachbarten ehemaligen Stift der Augustinerchorherren St. Andreas und St. Mang, ist heute auch der Name Andreasstadel in Gebrauch. Nach der denkmalgerechten Sanierung ab 2002 ist der ehemalige Salzstadel heute das älteste komplett erhaltene Profangebäude in Stadtamhof. Der westliche Teil des Gebäudes wird für Wohnzwecke genutzt. Der östliche Teil ist heute als öffentliches „Künstlerhaus Andreasstadel“ ein Zentrum des kulturellen Lebens und der Kunstszene in Regensburg.

## Geschichte, Entstehung und Nutzung bis 1810

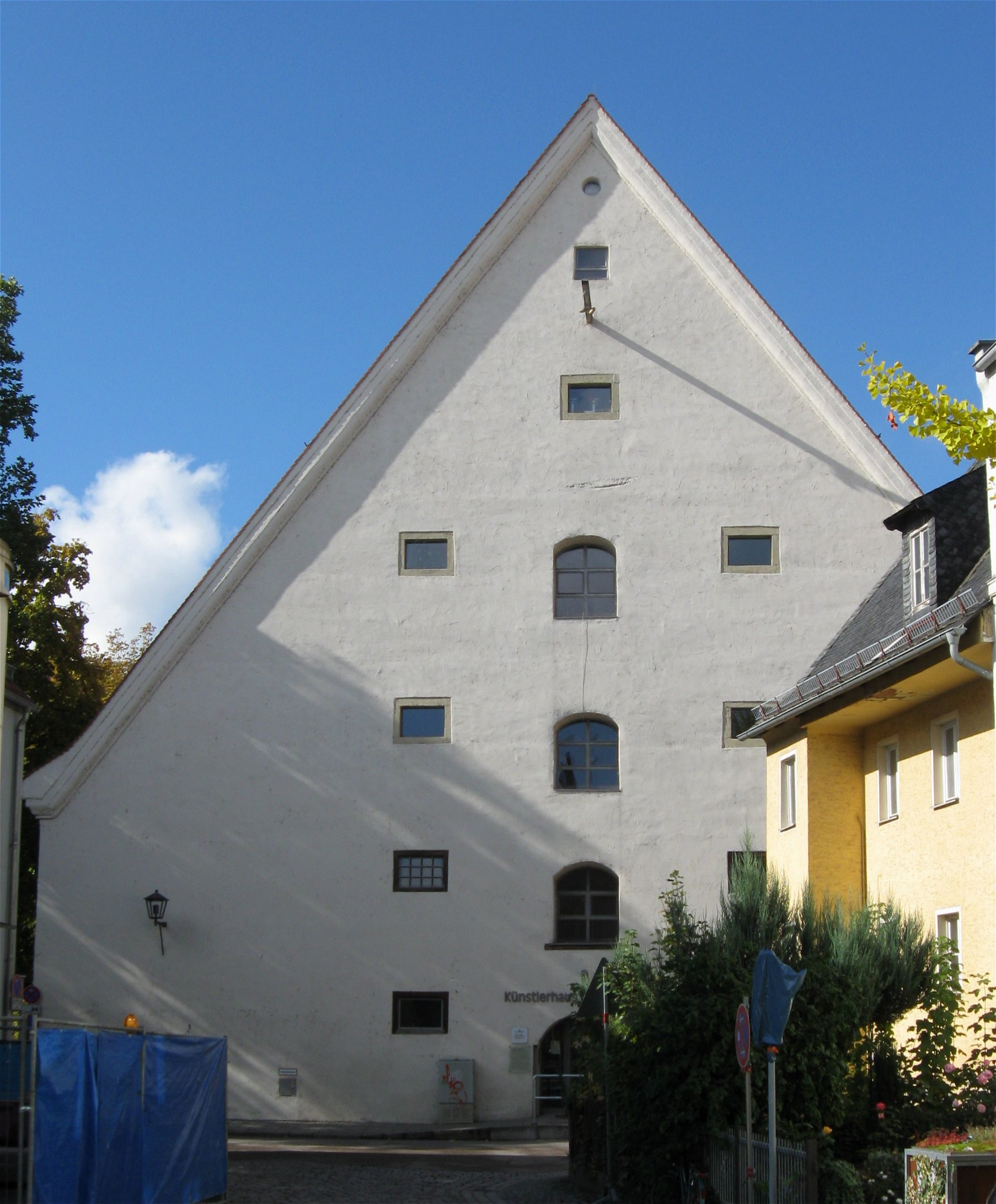
Andreasstadel
(Blick auf den Ostgiebel, 2013)

Der Baubeginn des bayerischen Salzstadels 1597 im Jahr des Regierungsantritts von Herzog Maximilian I. war eine Demonstration der wirtschaftlichen Macht der bayerischen Herzöge gegenüber der Reichsstadt Regensburg, die damals keinen Salzhandel betrieb. Der Beginn der bis 1651 andauernden Regierungszeit von Herzog Maximilian I. war dadurch geprägt, dass er das alte Herzogtum Bayern, das dann 1623 im Dreißigjährigen Krieg zum neuen Kurfürstentum Bayern erhoben wurde, finanziell sanieren und wirtschaftlich leistungsfähig machen wollte. Dafür war der Salzhandel auf der Donau mit den nördlich und westlich von Regensburg liegenden bayerischen Gebieten sehr wichtig. Jedoch wurde der Gewinn beim Salzhandel dadurch geschmälert, dass beim Passieren der Steinernen Brücke in Regensburg Zollzahlungen fällig wurden. Versuche, die Brücke ohne Zoll zu passieren scheiterten, denn Regensburg versperrte die Passagen mit Ketten, oder beauftragte einen kräftigen Schiffsmann, die Zugseile der bayerischen Salzschiffe mit einem scharfen Beil zu durchschlagen. Deshalb wurde der Bau eines Salzmagazins im bayerischen Stadtamhof östlich der Steinernen Brücke am Nordarm der Donau erforderlich. Die von Passau kommenden bayerischen Salzschiffe konnten dann den Nordarm der Donau nutzen, dort vor dem Magazin festmachen, das Salz entladen und im Stadel zwischenlagern. Dem Stadel war eine befestigte Uferzone in Form einer Lände mit Beschlächt vorgelagert, wo das Festmachen und die Entladungen sicher abgewickelt werden konnten. Die heutige Gestaltung der Uferzone südlich vom Stadel lässt die damalige Situation am Nordarm der Donau nicht mehr erkennen, weil in den 1950er-Jahren eine drastische Vorlandaufschüttung stattgefunden hat.
Vom Magazin musste das Salz außerhalb des Regensburger Hoheitsgebietes auf dem Landweg über das bayerische Gebiet von Stadtamhof nach Westen zum benachbarten bayerischen Ort Winzer transportiert werden. Von dort aus konnte das Salz dann per Schiff auf der Donau weiter befördert werden.
Nicht nur der an der Steinernen Brücke unterbrochene Salztransport erschwerte den bayerischen Salzhandel. Auch die Anlandung der bayerischen Salzschiffe am Ufer des Nordarmes der Donau vor dem Salzmagazin konnte von der Stadt Regensburg erschwert werden. Mit Wehrbaumaßnahmen am westlichen Zipfel der Donauinsel Oberer Wöhrd, genannt das Wehrloch, wurde versucht, den Wasserzufluss zum Südarm der Donau zu verstärken, dort wo die Schiffe für Regensburg anlandeten. Das konnte den Wasserstand des bayerischen Nordarms der Donau so erniedrigen, dass Anlandung und Entladung der Salzschiffe nicht mehr möglich waren. So wurde das "Wehrloch" zu einem Zankapfel zwischen der Reichsstadt Regensburg und dem Herzogtum Bayern, denn beide versuchten häufig, sich gegenseitig das Wasser abzugraben. Ab 1810 nach der Eingliederung von Regensburg in das Königreich Bayern wurde der Salzstadel nur noch wenige Jahre als Salzlager für den Handel mit der Oberpfalz und Franken genutzt.

## Gebäude und Nutzung nach 1800

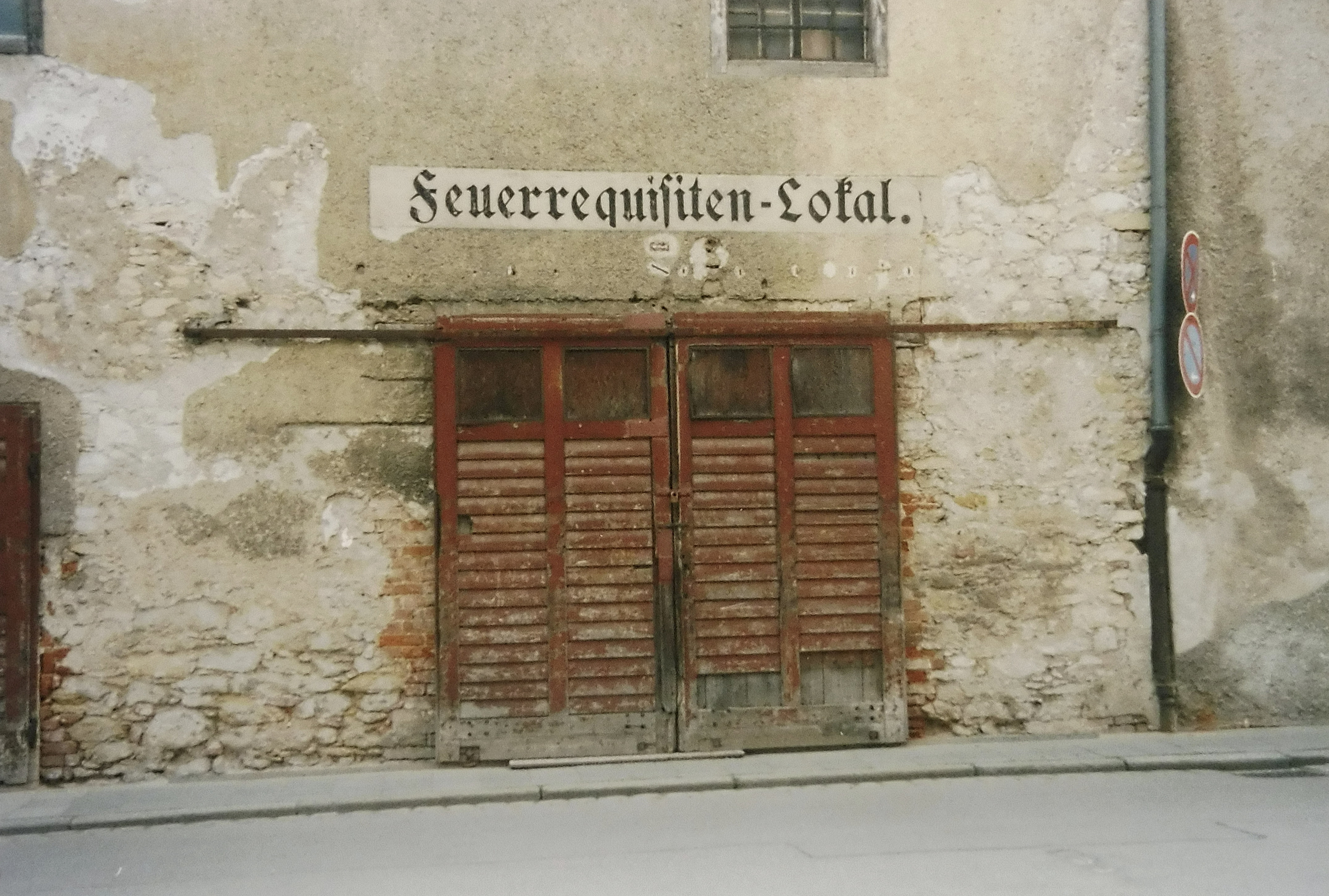
Tor des ehemaligen "Feuerrequisiten-Lokals" auf der Nordseite vor der Sanierung (2000)

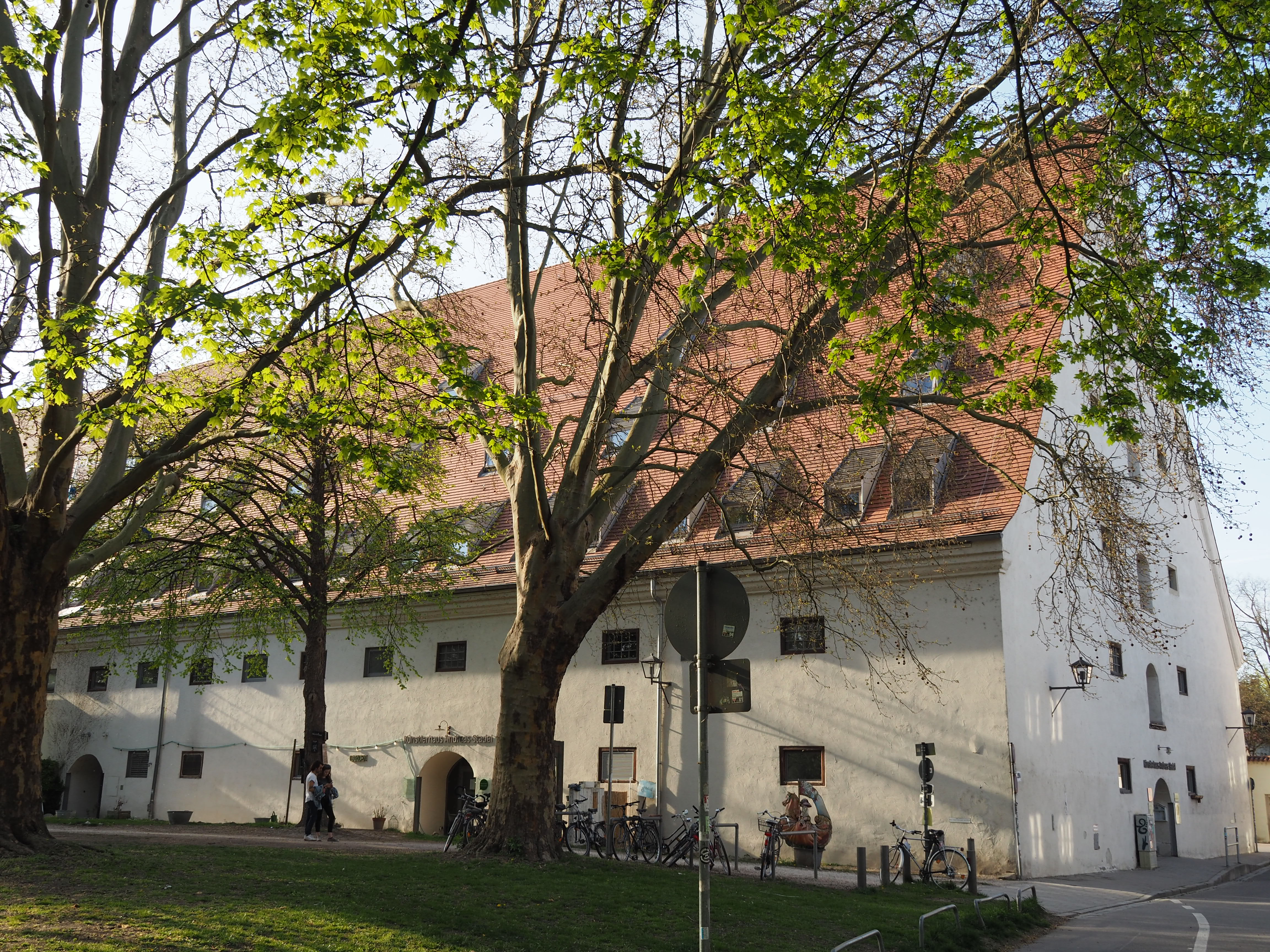
Andreasstadel, Blick von Süden auf die Südfassade

Das älteste Profangebäude in Stadtamhof mit seinem massiven Bruchsteinmauerwerk seiner qualitätsvollen Holzkonstruktion aus der Zeit der Renaissance zeugt mit seiner vierschiffigen Anlage mit doppelten Unterzügen und profilierten Sattelhölzern  über zwei Geschosse und mit drei Speicherböden noch heute von der Holzbaukunst des 16. Jahrhunderts. Das riesige Satteldach des Stadels prägt die Ansicht von Stadtamhof.
Nach 1860 wurde das Gebäude in zwei Bereiche mit jeweils 2.600 m² geteilt und teilweise verkauft. Der westliche Teil wurde öffentlich und diente der Stadt Regensburg jahrelang als Gerätehaus für Requisiten der Feuerwehr, als Lager für Baustoffe und Baumaschinen und zuletzt als Lager für Fundfahrräder. Der westliche Teil wurde für Wohnzwecke und Gewerbe genutzt. 2002 wurde der östliche Teil vom Regensburger Unternehmer Zitzelsberger aufgekauft, der die Entwicklung eines Projektes „Künstlerhaus Andreasstadel“ betrieb. Für den Bau von Wohnräumen für Künstler, für die Einrichtung von Mehrzweckräumen, Räumen für Lehrbetrieb und für ein Literaturcafe mit Bühne, kleinem Kino und Restaurant wurden Finanzmittel aus dem Programm der Städtebauförderung zur Verfügung gestellt. Die gesamten Baukosten für dieses Projekt beliefen sich am Ende auf rund 3.000.000 €. Einige Ateliers in diesem Bereich werden mietfrei von der Kunst und Kulturstiftung Zitzelsberger gegen Zahlung der Nebenkosten vergeben.
Der westliche Teil des Salzstadels sollte wohnwirtschaftlich und gewerblich genutzt werden. Eine Bauunternehmensgruppe errichtete hier 29 Wohnungen und ein Hotel mit 10 Zimmern. Auch ein Treppenhaus mit minimalen Eingriffen in die Substanz des Baudenkmals konnte verwirklicht werden. Bei den Baumaßnahmen blieben die Holzkonstruktionen der Decken und des Dachstuhls erhalten und sind im Bereich der Gaststätte im Erdgeschoss noch ungeschmälert sichtbar. Die Hauptprobleme bei den Baumaßnahmen zur kleinteiligen Nutzung des alten Salzstadels gab es bei Fragen der Belüftung und Belichtung. Wegen fehlender Fenster und Dachgauben im Obergeschoss des alten Salzstadels mussten mit dem Denkmalschutz vereinbare Sonderformen für Dachgauben entwickelt werden. Zur Belichtung des ersten Obergeschosses mussten zwischen den bestehenden Fensteröffnungen neue Öffnungen eingeschnitten werden, die sich aber deutlich vom Bestand unterscheiden.